# Джордж Гейнз
Джордж Гейнз (англ. George Gaynes; 16 травня 1917, Гельсінкі, Велике князівство Фінляндське — 15 лютого 2016) — американський актор фінського, українського, польського, французького та голландського походження, справжнє прізвище Йонгеянс (нід. Jongejans). Здобув широку популярність завдяки виступам у бродвейських музичних комедіях у середині XX століття.
У кінематографі дебютував у середині 1950-років, але спочатку йому діставалися лише епізодичні ролі в телесеріалах і фільмах. На початку 1980-років став отримувати значніші ролі, знявся в комедії «Тутсі», а також у всіх семи частинах культового комедійного кіносеріалу «Поліцейська академія», де зіграв роль коменданта Еріка Ласарда.

## Біографія
Джордж Гейнз народився навесні 1917 року в Гельсінгфорсі, столиці Великого князівства Фінляндського. Він народився в сім'ї внучатої племінниці видатного українського живописця Миколи Ґе, уродженки міста Слов'янськ, Ізюмського повіту Харківської губернії, артистки, модельєра і світської левиці Ії Григорівни Ґе (Iya De Gay), що стала згодом відома як леді Ія Абді, і голландського бізнесмена Герріта Йонгеянса (нід. Gerrit Jongejans). То ж по лінії матері Джордж Гейнз також родич художника Миколи Ґе. Онук відомого актора Імператорського Олександрійського театру, уродженця Херсона, Григорія Григоровича Ґе, який починав сценічну діяльність в театрах України, зокрема в Харкові, та гастролював в Одесі, Миколаєві, Херсоні, Вінниці. Правнук українського історика-краєзнавця, прозаїка, драматурга, засновника першої громадської бібліотеки в Херсоні та Миколаївської громадської бібліотеки Григорія Миколайовича Ґе.
Дядько Джорджа Гейнза, рідний брат матері, актор Грегорі Гай (уроджений також Григорій Григорович Ґе), народився в Санкт-Петербурзі, але після революції 1917 року втік до США.
Через кілька років після народження Джорджа його сім'я розпалася, мати у 1923 році оддружилася з британцем сером Робертом Генрі Едвардом Абді (Sir Robert Henry Edward Abdy, 5th Baronet), їхній шлюб протримався до 1928 року.
Він виконував акторські ролі на Бродвеї, в Бродвейских музичних комедіях 1940-х і 1950-х він заслужив гарну репутацію, його найкраща роль у постановці «Чудове місто» (Wonderful Town), музичній версії «Моя сестра Ейлін» (My Sister Eileen). Також знімався в кінофільмах ставши зіркою телебачення в Сполучених Штатах.

### Останні роки життя
2003 року вийшов на пенсію і перестав зніматись. Його останньою стрічкою стала «Щойно одружені» («Just Married») з Ештоном Кутчером та Бріттані Мерфі, де він зіграв роль батька Роберта. Остання стрічка отримала дуже посередні відгуки: 5.4 бали на IMBb.
Помер актор 15 лютого 2016 року в Вашинґтоні у будинку своєї доньки, йому було 98 років.

## Особисте життя
До кінця життя був одружений з канадською актрисою та телеведучою Еллін Енн МакЛері, з якою він зустрівся в 1952 у Нью-Йорку, де вони разом виступали на Бродвеї. Мали двох дітей, сина Метью і дочку Ію, названу на честь матері Джорджа.
З 1989 року разом з дружиною проживав у Санта-Барбарі, штат Каліфорнія.

## Фільмографія
1. 1966: «Група» / The Group — Брук Летем
2. 1969: «Залишені» / Marooned — керівник місії
3. 1973: «Хлопець, який розповідав про перевертня» / The Boy Who Cried Werewolf — доктор Мардеросян
4. 1973: «Якими ми були» / The Way We Were — капітан Ель Морокко
5. 1976: «Гаррі і Волтер їдуть до Нью-Йорка» / Harry and Walter Go to New York — принц
6. 1976: «Торговці мареннями» / Nickelodeon — Реджинальд Кінгслі
7. 1982: «Мертві спідниць не носять» / Dead Men Don't Wear Plaid — доктор Форрест
8. 1982: «Тутсі» / Tootsie — актор Джон Ван Горн
9. 1983: «Бути чи не бути» / To Be or Not to Be — Равич
10. 1984: «Поліцейська академія» / Police Academy — комендант Ерік Лассард
11. 1985: «Поліцейська академія 2: Їхнє перше завдання» / Police Academy 2: Their First Assignment — ректор Ерік Лассард
12. 1986: «Поліцейська академія 3: Знову до академії» / Police Academy 3: Back In Training — ректор Ерік Лассард
13. 1987: «Поліцейська академія 4: Квартальна охорона порядку» / Police Academy 4: Citizens on Patrol — комендант Лассард
14. 1988: «Поліцейська академія 5: Операція Маямі-біч» / Police Academy 5: Assignment: Miami Beach — комендант Лассард
15. 1989: «Поліцейська академія 6: Місто в облозі» / Police Academy 6: City Under Siege — комендант Лассард
16. 1994: «Поліцейська академія 7: Місія в Москві» / Police Academy: Mission to Moscow — комендант Лассард
17. 1997: «Хвіст крутить собакою»" / Wag the Dog — сенатор Коул